# سیارک ۶۸۵۵
سیارک ۶۸۵۵ (به انگلیسی: 6855 Armellini، نامگذاری:1989BG) شش هزار و هشتصد و پنجاه و پنجمین سیارک کشف شده‌است که در ۲۹ ژانویه ۱۹۸۹ کشف شد.
قدر مطلق سیارک برابر ۱۳٫۷۰ است.